# Hector (Nowy Jork)
Hector – town w hrabstwie Schuyler, w stanie Nowy Jork, w Stanach Zjednoczonych.
Powierzchnia town wynosi 112,58 mi² (około 291,5 km²). Według stanu na 2010 rok jego populacja wynosi 4940 osób, a liczba gospodarstw domowych: 2619. W 2000 roku zamieszkiwały je 4854 osoby, a w 1990 mieszkańców było 4423.
W granicach town leży village Burdett.